# Зв'язка (анатомія)
Зв'я́зка (лат. ligamentum) — це анатомічне утворення, що складається з фіброзної тканини та основна функція якого полягає в забезпеченні механічного з'єднання різних органів, переважно кісток.
Розділ анатомії, в якому вивчаються зв'язки має назву десмологія (від δεσμός, десмос або «кріплення»).
Зв'язки мають схожі функції з сухожилками та фасціями, оскільки ці структури також складаються з колагенових волокон, проте зв'язки переважно з'єднують кістки, тоді як сухожилки — м'язи до кісток, а фасції — м'язи до м'язів.